# Suojarwi (See)
Der Suojarwi (russisch Суоярви, finnisch Suojärvi) ist ein See in der Republik Karelien in Nordwestrussland.
Der See hat eine Fläche von 58,5 km². Er wird von der Schuja zum südöstlich gelegenen Onegasee entwässert. Die gleichnamige Stadt Suojarwi liegt am Südwestufer des Sees.